# 1990 Pilcher
1990 Pilcher eller 1956 EE är en asteroid i huvudbältet, som upptäcktes 9 mars 1956 av den tyske astronomen Karl Wilhelm Reinmuth i Heidelberg. Den har fått sitt namn efter astronomen Frederick Pilcher.
Asteroiden har en diameter på ungefär 6 kilometer.